# La famiglia Trapp in America
La famiglia Trapp in America (Die Trapp-Familie in Amerika) è un film tedesco del 1958 diretto da Wolfgang Liebeneiner.
Il film, ambientato a New York è imperniato sulla storia della famiglia di Maria Augusta Kutschera tratta dalla seconda parte dell'autobiografia romanzata La famiglia Trapp, ed è il séguito del film La famiglia Trapp, a sua volta tratto dalla prima parte del romanzo.
Protagonista è ancora lo stesso cast del film precedente, con l'attrice tedesca Ruth Leuwerik nel ruolo di "Maria Trapp". Tra i ragazzi, Michael Ande e Ursula Wolff sono destinati ad una lunga carriera di attori.
La pellicola è stata prodotta prima del famoso film Tutti insieme appassionatamente con Julie Andrews, ispirato alla prima parte della medesima autobiografia.

## Trama
Dopo la fuga negli Stati Uniti inizia per la famiglia Trapp un lungo e duro periodo di adattamento nel nuovo mondo. I membri della famiglia devono inventarsi un nuovo lavoro, quello di interpreti dei canti tipici austriaci, andando di teatro in teatro per tentare di raggiungere il successo.